# Mysterious Blues
Mysterious Blues ist ein Kompilationsalbum mit Musik von Charles Mingus. Die am 20. Oktober und 11. November 1960 in den Nola Penthouse Sound Studios, New York City, entstandenen Aufnahmen erschienen 1990 auf dem von Alan Bates reaktivierten Label Candid Records. Es enthält weiteres Material, das bei den Candid-Sessions unter Leitung von Mingus entstanden war.

## Hintergrund
Mysterious Blues war das letzte der vier Alben, die das Material enthielten, das der Bassist und Bandleader 1960 für das Candid-Label eingespielt hatte; zunächst erschienen die beiden Alben Charles Mingus Presents Charles Mingus, Mingus sowie posthum 1987 Reincarnation of a Love Bird.
Das Album enthielt zum einen die Stücke „Mysterious Blues“, „Wrap Your Troubles in Dreams (Take 5)“ und „Body and Soul (Take 2)“; Mingus nahm sie am 11. November 1960 mit Jimmy Knepper, Roy Eldridge, Eric Dolphy,  Tommy Flanagan und Jo Jones auf. Ein Teil dieser Aufnahmen erschien zuerst 1961 auf der Candid-LP Newport Rebels.
Bereits am 20. Oktober 1960 hatte der Bassist bei der Aufnahmesession für Mingus weitere Takes von „Vassarlean“ (eigentlich „Weird Nightmare“) und „Re-Incarnation of a Love Bird (1st Version) (Take 4)“ eingespielt; daran wirkten die Trompeter Lonnie Hillyer und Ted Curson, Altsaxophonist Charles McPherson, Eric Dolphy (Bassklarinette, Flöte), Pianist Nico Bunink und Dannie Richmond am Schlagzeug mit. Beim „Me and You Blues“ setzten Dolphy und Knepper aus. Des Weiteren enthält das Album ein längeres Schlagzeugsolo von Dannie Richmond („Melody from the Drums“).

## Titelliste
- Charles Mingus: Mysterious Blues (Candid CCD79042)[2]

1. Mysterious Blues 8:35
2. Wrap Your Troubles in Dreams (Take 5) (Harry Barris, Ted Koehler, Billy Moll) 3:48
3. Body and Soul (Take 2) (Johnny Green, Edward Heyman, Robert Sour, Frank Eyton) 10:41
4. Vassarlean 6:38
5. Re-Incarnation of a Love Bird (1st Version) (Take 4) 9:13
6. Me and You Blues 10:08
7. Melody from the Drums (Dannie Richmond) 9:25

Wenn nicht anders vermerkt, stammen die Kompositionen von Charles Mingus.

## Rezeption
Scott Yanow verlieh dem Album in Allmusic vier Sterne und schrieb, dieses Album stelle eine gute Einführung in die Musik von Charles Mingus dar, auch wenn man es immer noch nicht mit der „Mosaic“-Box [The Complete Candid Recordings of Charles Mingus, erschienen 1989] vergleichen könne, die Mingus’ klavierloses Quartett mit Dolphy, Richmond und dem Trompeter Ted Curson enthalte; Komplettisten müssten wohl beide Veröffentlichungen erwerben.
Diese Kompilation sei nach „Reincarnation of a Love Bird“ nur eine Ansammlung von Ausschuss der Sessions, meinten Richard Cook und Brian Morton in The Penguin Guide to Jazz, in dem sie das Album lediglich mit zweieinhalb Sternen auszeichneten. Lediglich die Fassung von „Body and Soul“ habe einige schöne Momente von Dolphy und Flanagan, doch halten sie das Stück ansonsten nicht für bezwingend.